# Naționalismul asirian

Steagul asirian, adoptat în 1968.

Naționalismul asirian este o mișcare a poporului asirian care pledează pentru independență sau autonomie în regiunile în care locuiesc în nordul Irakului, nord-estul Siriei, nord-vestul Iranului și sud-estul Turciei.
Poporul asirian pretinde descendență din cei care au înființat civilizația și imperiul asirian Mesopotamian, care a fost centrat în Ashur, Irakul de astăzi, care, la apogeul său, acoperea Levantul și Egiptul, precum și porțiuni din Anatolia, Arabia și Iranul modern și Armenia. Imperiul a durat din secolul 25 î.Hr. până la prăbușirea sa în jurul secolului 7 î.Hr.
Mișcarea a apărut la sfârșitul secolului al XIX-lea într-un climat de persecuție etnică și religioasă crescândă a asirienilor din Imperiul Otoman și este astăzi susținută în mod obișnuit de asirieni din diaspora asiriană și patria asiriană.

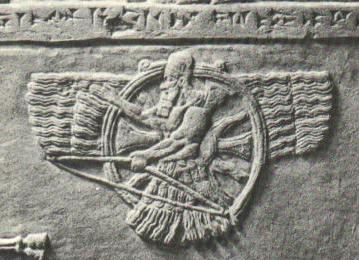
Relieful asirian din Ashur ca penă. Acesta este unul dintre cele mai cunoscute simboluri folosite de oamenii din Mesopotamia antică în general, și de asirieni în special.

Organizația Națiunilor și Popoarelor Nereprezentate (UNPO) recunoaște asirienii ca un popor indigen din nordul Irakului, sud-estul Turciei, nord-estul Siriei și periferiile nord-vestului Iranului, la fel ca și Dicționarul Politic al Orientului Mijlociu Modern.

## Ideologie
Ideologia naționalismului asirian se bazează pe unificarea politică și națională a adepților etnicilor asirieni ai unui număr de biserici creștine siriace (în principal cele originare sau bazate în Mesopotamia Superioară sau în jurul acesteia), cu limba siriacă clasică, cu influență akadiană ca limbă culturală și dialectele estice aramaice ca limbi vorbite. Principalii săi susținători la sfârșitul secolului al XIX-lea și începutul secolului al XX-lea au fost Naum Faiq, Freydun Atturaya, Ashur Yousif, Malik Khoshaba și Farid Nazha.

Naum Faiq

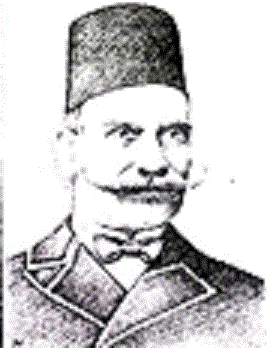
Ashur Yousif

Farid Nazha

În cadrul populației creștine siriace din Orientul apropiat în ansamblu, asirianismul este limitat în mod specific la anumite limite geografice, etnice, lingvistice și confesionale.
Din punct de vedere geografic și lingvistic, o poziție asiriană este deținută de cei care vorbesc dialecte aramaice orientale care trăiesc sau descind din cei care au trăit cândva în nordul Irakului, nord-estul Siriei, sud-estul Turciei și nord-vestul Iranului.
Din punct de vedere teologic, poziția este puțin mai complexă. Adepții Bisericii Asiriene a Răsăritului, Bisericii Antice a Răsăritului, Bisericii Catolice Caldee, Bisericii Penticostale Asiriene și Bisericii Evanghelice Asiriene aderă de obicei la o poziție asiriană, deși uneori termenul Chaldo-Asirian este folosit pentru a evita conflictul teologic între adepții asirieni ai Biserica originală a Răsăritului și cei care s-au desprins între sfârșitul secolului al XVII-lea și începutul secolului al XIX-lea și au intrat în comuniune cu Biserica Romano-Catolică, care a numit această biserică Biserica Catolică Caldee în 1830. Catolicii caldeeni nu trebuie confundați cu caldeenii antici, un popor dispărut de mult timp cu care nu au nicio legătură.
Populațiile de est vorbitoare de aramaică care urmează Biserica Ortodoxă Siriacă și Biserica Siriaco-Catolică care trăiesc sau descind din cei care au trăit în nordul Irakului, nord-estul Siriei, sud-estul Turciei, nord-vestul Iranului și sudul Caucazului tind să se considere asirieni, în timp ce fostul aramaic vestic. Membrii levantini vorbitori și acum aproape exclusiv arabi ai acestor biserici din restul Siriei, Libanului și sud-centrul Turciei îmbrățișează adesea o moștenire arameană, feniciană (mai comună printre creștinii maroniți) sau chiar greacă (vezi arameanismul și fenicianismul).
Acest lucru se datorează în parte faptului că termenul siriac a fost în general acceptat de majoritatea savanților ca fiind o derivație a asirianului din secolul al IX-lea î.Hr., care timp de multe secole a fost folosit în relație specifică și exclusivă cu asirienii și Asiria, și în parte pentru că majoritatea populației creștine a acestor zone nu provine din punct de vedere geografic din ceea ce a fost Asiria sau Mesopotamia și, prin urmare, nu se identifică cu o moștenire asiriană în felul în care asirienii mesopotamieni pre-arabi, pre-islamici din Irak, Siria, Turcia, Iran și Caucus o fac în mod natural.
Potrivit lui Raif Toma, asirianismul depășește simplul patriotism siriac și, în cele din urmă, urmărește unificarea tuturor „mesopotamienilor”, calificându-se în mod corespunzător drept „pan-mesopotamianism”. Această variantă a asirianismului este independentă de identitatea creștină, etno-religioasă și se califică drept naționalism pur etnic, prin aceea că identifică poporul asirian ca moștenitori ai Imperiului Asirian și ca populație indigenă a Mesopotamiei, spre deosebire de arabism, care este identificat ca un element intruziv cronologic mai târziu, ne-indigen și străin. Acest lucru este exprimat de exemplu în calendarul asirian introdus în anii 1950, care are ca eră 4750 î.Hr.; atunci considerată a fi data aproximativă a construcției primului templu (preistoric, pre-semitic) la Ashur.
Organizațiile care susțin asirianismul sunt Organizația Democrată Asiriană, Partidul Democrat Bet-Nahrain, Alianța Universală Asiriană (din 1968) și Shuraya (din 1978). Steagul asirian a fost proiectat de Alianța Universală Asiriană în 1968.
Mordechai Nisan, orientalistul israelian, susține, de asemenea, opinia conform căreia asirienii ar trebui numiți în mod specific ca atare într-un sens etnic și național, sunt descendenții omonimilor lor antici și i-au refuzat exprimarea de sine din motive politice, etnice și religioase.
Dr. Arian Ishaya, istoric și antropolog al UCLA, afirmă că confuzia numelor aplicate asirienilor și negarea identității și continuității asiriene sunt, pe de o parte, determinate de imperialismul și condescendența din secolul al XIX-lea și începutul secolului XX din partea vestului, mai degrabă decât prin fapte istorice și, pe de altă parte, de politicile islamice, arabe, kurde, turce și iraniene de lungă durată, al căror scop este de a împărți poporul asirian pe linii false și de a-i nega identitatea singulară, cu scopul de a împiedica asirienii să aibă vreo șansă de unitate, auto-exprimare și potențial statalitate.
Naum Elias Yaqub Palakh (mai bine cunoscut sub numele de Naum Faiq), un susținător al naționalismului asirian din secolul al XIX-lea din comunitatea Bisericii Ortodoxe Siriace din Diyarbakır, i-a încurajat pe asirieni să se unească indiferent de diferențele tribale și teologice.
Ashur Yousif, un protestant asirian din aceeași regiune din sud-estul Turciei cu Faiq, a îmbrățișat unitatea asiriană la începutul secolului al XX-lea, afirmând că Biserica Orientului, asirienii caldeeni catolici și ortodocșii siriaci erau un singur popor, împărțit doar prin linii religioase.
Freydun Atturaya (Freydon Bet-Abram Atoraya) a susținut, de asemenea, unitatea asiriană și a fost un susținător ferm al identității și naționalismului asirian și al formării unei patrii asiriene ancestrale în urma genocidului asirian.
Farid Nazha, un influent naționalist asirian născut în Siria, a fost profund critic la adresa liderilor diferitelor biserici la care aderau asirieni, acuzând Biserica Ortodoxă Siriacă, Biserica Asiriană a Răsăritului, Biserica Catolică Caldeeană și Biserica Catolică Siriacă că au creat diviziuni între ele, când identitatea lor comună etnică și națională ar trebui să fie primordială.

## Iredentism
Ideologia independenței asiriene este o mișcare politică care susține re-crearea Asiriei ca stat național corespunzătoare unei părți a patriei asiriene inițiale, în Câmpiile Ninive din nordul Irakului și în alte zone din patria asiriană. Problema independenței Asiriei a fost adusă în discuție de mai multe ori de-a lungul istoriei, de înainte de Primul Război Mondial până la Războiul din Irak de astăzi. Zona locuită de asirieni din Irak este situată în primul rând, dar nu exclusiv, în regiunea guvernoratului Ninive din nordul Irakului, unde se afla capitala antică asiriană Ninive. Această zonă este cunoscută sub numele de „Triunghiul Asirian”. Asirienii se găsesc în general în tot nordul Irakului, inclusiv în și în jurul orașelor Mosul, Erbil, Kirkuk, Dohuk, Amedi și Rawandiz și există un număr destul de mare de orașe, sate, cătune și comunități agricole exclusiv asiriene în nord, împreună cu altele care au populații asiriene semnificative. Alte comunități există peste granițele din sud-estul Turciei (Mardin, Diyarbakır, Harran, Bohtan, Kültepe, Hakkari), nord-estul Siriei (Al-Hasakah, delta Qamlishi Khabur) și nord-vestul Iranului (Urmia).
În Irakul postbaist, Mișcarea Democrată Asiriană (sau ADM) a fost unul dintre partidele politice mai mici care au apărut în haosul social al ocupației.

## Pretenții de continuitate
Continuitatea identității asiriene este sprijinită și bine susținută de mulți asirieni moderni, iranologi, orientaliști, lingviști, geneticieni și istorici, în timp ce alții văd legătura dintre Asiria antică și asirienii moderni ca fiind mai complexă. A existat rezistență asiriană la dominația persană în Asiria ahemenidă. HWF Saggs în The Might That Was Assyria susține în mod clar continuitatea culturală și istorică, la fel ca și Richard Nelson Frye, Simo Parpola, Robert D. Biggs și Patricia Crone, printre alții.

## Simboluri

Simbolul soarelui Shamash, care a fost folosit în Mesopotamia antică. Această iconografie a dat naștere mai târziu steagului asirian care a fost adoptat în 1968
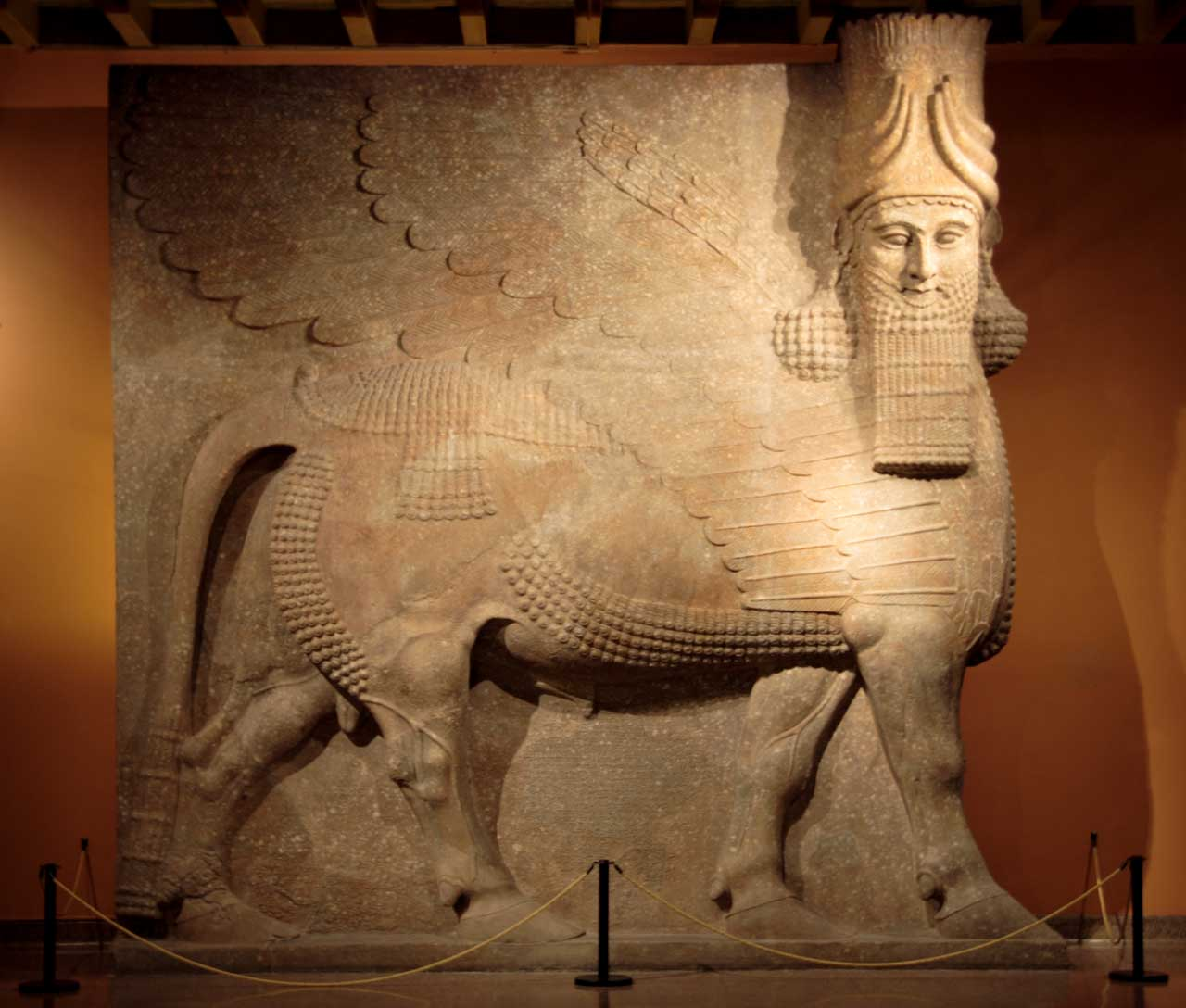
Înfățișată inițial ca o zeiță în vremurile sumeriene, când a fost numită Lamma, a fost mai târziu descrisă din epoca asiriană ca hibrid de om, fie o pasăre fie un taur, fie un leu sub numele de Lamassu. Apare frecvent în arta mesopotamiană.
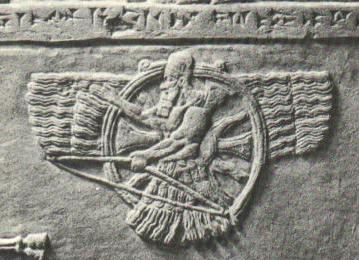
Un relief neo-asirian al lui Ashur (Assur) ca un arcaș îmbrăcat cu pene. Apare pe steagul asirian.
Emblema unităților de protecție a câmpiei Ninive